# Кривонос Сергій Григорович
Сергі́й Григо́рович Кривоно́с (нар. 26 липня 1970, Кременчук, Полтавська область, Українська РСР, СРСР) — український політичний та військовий діяч, генерал-майор запасу Збройних Сил України, перший заступник Командувача Сил спеціальних операцій ЗС України (2016—2019).
Заступник Секретаря Ради національної безпеки і оборони України (2019—2020).

## Життєпис

### Ранні роки
Народився 26 липня 1970 року в м. Кременчуці на Полтавщині в родині робітників. Його двоюрідний дід був учителем композиторів Георгія та Платона Майбород. Бабуся — росіянка з Нижньогородської губернії. Дідусь з бабусею були офіцерами Радянської армії, у Другу світову війну нагороджені орденами та медалями.
Коли хлопцеві було 6 років, родина переїхала до Сибіру, бо батько працював у м. Сургуті. Там закінчив три класи початкової школи. І звідти його позивний: «Юган». Так називається річка в тій околиці.
Зброю до рук взяв у 5 років, на полювання з батьком пішов у 8 років.
Згодом сім'я повернулася в Україну. Після закінчення середньої школи навчався в кременчуцькому ПТУ № 19, працював на місцевому НПЗ. Двічі не був прийнятий на навчання до Київського вищого загальновійськового командного училища.
У грудні 1988 року був призваний до війська на строкову службу.
У серпні 1990 року вступив на навчання до Київського вищого загальновійськового командного училища, яке після ліквідації приєднали до Одеського інституту Сухопутних військ, який закінчив у червні 1994 року.
Того ж року одружився.

### Військова служба
1994 року у військовому званні лейтенанта почав службу в 10-й окремій бригаді спеціального призначення в селищі Первомайське.
Майже одразу був призначений командиром навчального взводу розвідників. На загальноукраїнських змаганнях його група посіла третє місце. За це отримав погони старшого лейтенанта й почав командувати ротою. У Криму мав позивний «Мішка Ґаммі».
1999 року вступив на навчання до Військової академії, відмовившись від пропозицій залишитися у президентському полку. Обрав службу у 8-й окремій бригаді спецпризначення, що на Хмельниччині. Там кар'єра йшла вгору: заступник командира бригади, заступник командира полку, командир полку.
Командир групи спецпризначення, командир 8 ОПСпП, — двічі виводив полк у найкращі частини ЗС України за підсумками року; перебував на керівних посадах у Командуваннях сухопутних та аеромобільних військ. Брав участь у багатьох міжнародних навчаннях.
У 2003—2004 роках Сергій Кривонос двічі злітав в Ірак — «Я та група моїх людей, чотири особи, охороняли там керівництво наших Збройних сил. Після тих поїздок у мені багато що ментально змінилося. Ірак, мабуть, допоміг вибити „совкове“ сприйняття».
У 2009 році, коли з пальним у ЗСУ було сутужно, загін спецпризначенців під час навчань під керівництвом Кривоноса здійснив 500-кілометровий марш та провів тактико-спеціальні навчання на території Чернівецької області вздовж державного кордону. Близько 40 машин пройшли з Хмельницького до Чернівців, Сторожинця і повернулися на базу. Небувала для того часу операція.
Влаштувався викладачем у Академію сухопутних військ імені гетьмана Петра Сагайдачного. Буквально через тиждень почався конфлікт із керівництвом закладу і через кілька місяців Кривонос звідти пішов, повернувшись до спецпризначенців.
У 2012 році очолив штаб Високомобільних десантних військ Збройних сил України. Російське вторгнення 2014 року полковник Кривонос зустрів на посаді начальника штабу — першого заступника командувача ПДВ.

### Російсько-українська війна
У 2014 році особисто командував обороною Краматорського аеродрому, яка позначилася значними втратами нападників.
7 жовтня 2014 року був призначений начальником Управління спеціальних операцій Генерального штабу ЗС України. Полковник Кривонос і його команда у співробітництві з представниками НАТО розробили Стратегію побудови українських Сил спеціальних операцій. Але, за даними журналіста Юрія Бутусова, начальник Генштабу Віктор Муженко через особистий конфлікт негласно усунув Кривоноса від реалізації програми підготовки ССО.
5 січня 2016 року наказом Міністра оборони України призначений першим заступником командувача Сил спеціальних операцій ЗС України.
12 березня 2019 року Указом Президента України був призначений заступником Секретаря Ради національної безпеки і оборони України.
9 квітня 2019 року президент Порошенко призначив Кривоноса головою комісії з військово-технічного співробітництва та експортного контролю, а 7 травня 2019 року він став керівником новоствореної міжвідомчої робочої групи з підготовки пропозицій щодо зміцнення обороноздатності держави. 
У травні 2019 року секретним Указом Президента України заступник Секретаря РНБО України Сергій Кривонос отримав звання генерал-майора.  
29 листопада 2019 року Президент України Володимир Зеленський звільнив Кривоноса з посади керівника міжвідомчої робочої групи з підготовки пропозицій щодо зміцнення обороноздатності держави.
29 грудня 2020 року Президент України Володимир Зеленський звільнив Кривоноса з посади заступника Секретаря РНБО України.
5 червня 2021 року Сергія Кривоноса було звільнено з військової служби в Збройних Силах України.

#### Російське вторгнення (2022)
Від початку російського вторгнення в Україну, Сергія Кривоноса, виключно як добровольця та врахувавши бойовий досвід оборони краматорського аеродрому 2014 року, головнокомандувач ЗС України призначив керівником оборони аеропорту «Київ». Протягом 39 діб він керував обороною важливого стратегічного об'єкта, який так і не зазнав нападу ворога.
Однак від 24 лютого 2022 року і до кінця серпня 2022 року на військовій службі не перебував та на військову службу під час мобілізації не призивався.
Журналіст Юрій Бутусов заявив, що слідчі ДБР порушили проти генерал-майора Кривоноса кримінальну справу за його діяльність навесні 2022 року, коли він за погодженням з начальником Генштабу генералом Сергієм Шапталою відповідав за оборону цього об'єкта.

#### Повоєнна діяльність
Протягом 2023—2024 років брав активну участь в оцінці передумов і причин російського вторгнення в Україну та висвітленні на численних телеканалах власних поглядів щодо шляхів подолання ворога, зокрема на каналах відеохостингу YouTube.
28 березня 2025 року Кривоноса призначено на посаду керівника Інституту глобальної цивільної безпеки на базі Академії військових рекрутів «Штурм» (м. Варшава, Республіка Польща).
На початку квітня 2025 року, в одному з інтерв'ю Кривонос повідомив, що з 2024 року ділиться своїми знаннями та досвідом поза межами України, а саме в країнах Балтії.

## Політична діяльність

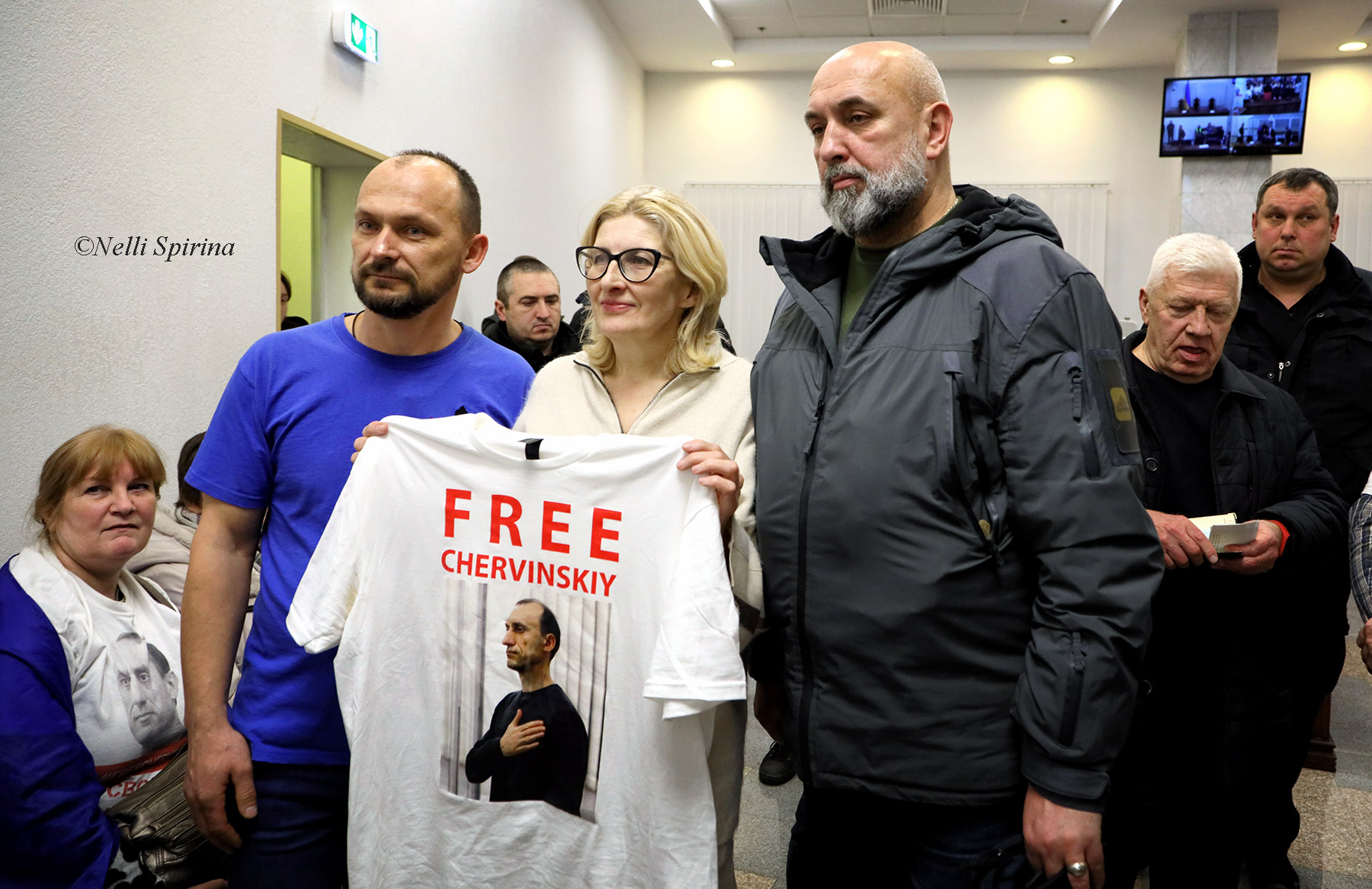
Волонтер Микола Помінчук, дружина правозахисника Степана Хмари Роксолана Хмара та генерал-майор Кривонос у складі групи підтримки Романа Червінського в Апеляційному суді м. Києва 25.01.2024 року

5 лютого 2019 року Центральна виборча комісія зареєструвала Кривоноса кандидатом на пост Президента від партії «Воїни АТО». 6 березня 2019 року він зняв кандидатуру з виборів, підтримавши Петра Порошенка на виборах.

| Я виважено оцінюю кожен свій крок. Тому, поки йде війна і вірогідність відкритої агресії зі сторони нашого головного ворога Російської Федерації є занадто великою, мені прийшлося прийняти зважене та дуже не просте для себе рішення щодо зняття своєї кандидатури з подальшої гонки за пост Президента України. Вважаю сьогодні в тих умовах, яких знаходиться держава, не доцільним зміну Верховного Головнокомандувача Збройних Сил України. |
| — Сергій Кривонос, 6 березня 2019. |

Виступає за узаконення приватних військових компаній. В інтерв'ю виданню «Новинарня» зазначив: «ПВК потрібні для цієї держави, бо створюють безпеку суспільства. Україна має величезну кількість населення, яке пройшло війну і повернулося звідти, але не всі можуть адаптуватися до мирного життя. І не хочуть. То давайте надамо їм спроможність продовжувати займатись військовою справою, при цьому отримувати нормальні кошти і не становити небезпеку для держави. Приватні військові компанії, скажімо, у США — це колишні військові, які не знайшли себе в цивільному житті. Це такий громовідвід військових спеціалістів. Розумієте, якщо ці люди будуть не зайняті, не визнані, не оцінені, не оплачені добре — вони почнуть шукати, або їх почнуть шукати і використовувати для дестабілізації ситуації в країні. Тому, вважаю, варто дати їм змогу нормально працювати в ПВК і заробляти чисті, нормальні гроші».
В суді виступив в підтримку полковника Романа Червінського.

## Цікаві факти
6 грудня 2023 року, в День Збройних Сил України, у місті Кременчуці на Полтавщині було проведено спецпогашення марок на конвертах із зображенням військовослужбовців-кременчужан, які удостоєні звання Героїв України. Ще один з поштових конвертів був присвячений генерал-майору Сергію Кривоносу.

## Нагороди
- Орден Богдана Хмельницького II ст. (21 серпня 2020) — за вагомий особистий внесок у зміцнення обороноздатності Української держави, мужність, виявлену під час бойових дій, зразкове виконання службових обов'язків та високий професіоналізм[30].
- Орден Богдана Хмельницького III ст. (8 вересня 2014) — за особисту мужність і героїзм, виявлені у захисті державного суверенітету та територіальної цілісності України[31].
- Медаль «За військову службу Україні» (27 липня 2018) — за особисту мужність і високий професіоналізм, виявлені у захисті державного суверенітету та територіальної цілісності України, зразкове виконання військового обов'язку[32].

## Твори (книги)
- Сергій Кривонос. Зі щитом або на щиті. Правда про війну. К.: Брайт Букс, 2024. 368 с. ISBN: 978-617-7766-71-0 (рец. див.: Костянтин Родик. Полковник неприємної істини: рецензія на книжку Сергія Кривоноса «Зі щитом або на щиті» // “Україна молода” —  інформаційно-політичне видання)

### Декларація
- Е-декларація [Архівовано 11 грудня 2020 у Wayback Machine.]